# Моя жизнь (фильм, 1993)
«Моя жизнь» (англ. My Life) — драма Брюса Джоэля Рубина с Майклом Китоном и Николь Кидман в главных ролях. Фильм посвящается памяти Сондре Рубин — матери режиссёра Брюса Рубина.

## Сюжет
Боб Джонс, одержимый работой мужчина, в самом расцвете сил узнаёт, что у него рак почек и жить осталось немного. А его жена Гэйл беременна. Ему так хочется увидеть своего ребёнка, но уверенности в том, что он до этого доживёт, нет. Тогда он начинает снимать себя на видеокамеру для будущего сына или дочери. Одновременно налаживает отношения со своими родителями.

## В ролях
- Майкл Китон — Боб Джонс
- Николь Кидман — Гэйл Джонс
- Майкл Константин — Билл Иванович
- Бредли Уитфорд — Пол Иванович
- Ребекка Шулл — Роуз
- Марк Лоуэнтал — доктор Хиллс
- Ли Гарлингтон — Кэрол Сэндмэн
- Хенг С. Нгор — господин Хо

## Музыка к фильму
- Увертюра к опере — Вильгельм Телль
- Автор — Джоаккино Россини
- Исполнение — Нью-Йоркский филармонический оркестр
- Дирижёр — Леонард Бернстайн
- Запись — Sony Music Entertainment